# モーヴィ
モーヴィは、Jリーグ・ヴィッセル神戸のマスコットキャラクター。

## 概要
神戸市・兵庫県に馴染みの深い「牛」がモチーフとなっている。1995年3月30日に登場した。
神戸市のイメージである「港町」を感じさせる帽子をかぶり、チームのマフラーを首に巻きながら、サポーターの一員として戦う姿勢を表現。力強さとともに見られる愛らしさが、アグレッシブなプレーの中にもフェアプレーを重んじるクラブのイメージを象徴している。スタジアムでの応援やサポーターへのファンサービスのみならず、神戸市で行われるイベントにも参加しており、クラブや地元の活性化に一役買っている。

## プロフィール
- 誕生日：10月5日（1995年に一般公募で「モーヴィ」と名前が決まり、スタジアムに登場した日である）
- 本名：神戸　丑之進
- 出身地：神戸市
- 趣味：食べて寝ること
- 年齢：1995年生まれ